# De Vilt
De Vilt is een natuurgebied dat zich bevindt tussen Oeffelt en Beugen in de Nederlandse provincie Noord-Brabant. Het heeft een oppervlakte van 154 ha en is in het bezit van de Stichting Brabants Landschap.
Het gebied omvat een oude Maasbocht die in de eeuwen tussen 1000 v.Chr. en 9000 v. Chr. afgesneden raakte van de stroom en als zodanig uniek is in Noord-Brabant. Andere Maasbochten zijn immers, in de 20e eeuw, langs kunstmatige weg afgesneden.
Tegenwoordig zijn er twee waterpartijen : de Kleine Vilt en de Grote Vilt, ook Oeffeltse respectievelijk Beugense Vilt (of kortweg De Vilt) genaamd. Deze wateren werden gevoed door kwel. Het open water is omringd door broekbos en cultuurland, waarbij houtwallen voor de afscheiding tussen de percelen zorgen. De Kleine Vilt is overigens langs kunstmatige weg ontstaan, namelijk als een kleiwinningsput voor een steenfabriek die hier in de eerste helft van de 20e eeuw is opgericht.
Aangezien zich in het gebied een veenmoeras vormde besloot men omstreeks 1850 tot vervening over te gaan. Men legde een dam door De Vilt, die de Moerbaan werd genoemd en diende om de moer af te voeren. In 1920 was al het veen afgegraven.
In de binnenbocht lag een zogenaamde omloopberg, die gekenmerkt was door rivierafzettingen van zand en grind.
In 1873 werd de spoorlijn Boxtel - Wesel deels door het gebied aangelegd. Om deze spoorlijn aan te leggen werd de omloopberg vrijwel helemaal afgegraven. Later werd hier het Gemeentebos aangelegd, voornamelijk bestaande uit Amerikaanse eik. Het Duits Lijntje werd in 1973 uit bedrijf genomen en vormt nu een ecologische verbindingszone. 
Na al deze ingrepen begon het water weer te verlanden en in de jaren 50 en 60 van de 20e eeuw waren er soorten te vinden als Roerdomp, Zwarte stern en Boomkikker. Daar de Oeffeltse Raam dwars door het gebied stroomde, en deze in die tijd sterk vervuild was en ook voedselrijk water bracht, verruigde het gebied. Toen dit riviertje was gesaneerd werd een plan tot natuurherstel uitgevoerd tussen 2007 en 2010.
Zeldzame plantensoorten en indicatoren van kwel in het gebied zijn Waterdrieblad, Draadzegge en Grote boterbloem. De Oranjetip is een vlinder die in moerasweitjes te vinden is. Tot de broedvogels behoren: Grauwe gans, Dodaars, Waterral en Ransuil.